# Spilarctia gopara
Spilarctia gopara là một loài bướm đêm thuộc phân họ Arctiinae, họ Erebidae.